# Ås, Vedens och Bollebygds tingslag
Ås, Vedens och Bollebygds tingslag var mellan 1920 och 1948 ett tingslag i Älvsborgs län i landskapet Västergötland. Tingslaget omfattade Bollebygds härad, Vedens  härad och Ås härad och dess tingsplats var Borås.
Tingslaget bildades den 1 januari 1920 av Vedens tingslag, Ås tingslag och Bollebygds tingslag. Tingslaget uppgick 1 januari 1948 i Borås domsagas tingslag.
Tingslaget ingick i Borås domsaga även den bildad 1920.